# Pinky
Pinky és una pel·lícula dels Estats Units dirigida per John Ford i Elia Kazan, estrenada el 1949.

## Argument[1]
Pinky és una afroamericana de pell prou clara per fer-se passar per a blanca. D'altra banda infermera, torna a la seva ciutat natal. Cuida Miss Em que en fa d'ella la seva hereva... Però a la mort d'aquesta, l'herència és discutida.

## Repartiment
- Jeanne Crain: Patricia ‘Pinky’ Johnson
- Ethel Barrymore: Miss Em
- Ethel Waters: Pinky’s Granny
- William Lundigan: Dr. Thomas Adams
- Basil Ruysdael: Jutge Walker
- Kenny Washington: Dr. Canady
- Nina Mae McKinney: Rozelia
- Griff Barnett: Dr. Joe McGill
- Frederick O’Neal: Jake Walters
- Evelyn Varden: Melba Wooley
- Raymond Greenleaf: Jutge Shoreham

Actors que no surten als crèdits
- Juanita Moore: infermera

## Al voltant de la pel·lícula
- Rodatge de des començament de març fins al 23 de maig de 1949.
- Recaptació: 1.700.000 dòlars.
- L'èxit de la pel·lícula de Kazan El Mur invisible incita Zanuck a atacar el problema del racisme i escull Ford per realitzar-ho. Però Ford no sent còmode amb la pel·lícula. Zanuck diu respecte a això: «Es tractava d'una diferència d'opinió professional. Els negres de Ford eren com tia Jemima. Caricatures. He pensat que tindríem greus problemes. Jack (John Ford) ha dit: "Penso que és millor posar algú més a la pel·lícula." He dit: "Acabem la jornada", i he retirat Ford de la pel·lícula. Alguns escenògrafs són destacables en certs àmbits i totalment impotents en altres.» Kazan va reprendre la pel·lícula.
- Lena Horne va estar en principi preseleccionada per interpretar Pinky. Però es va pensar que una actriu blanca atrauria millor el públic blanc.

## Premis i nominacions

### Nominacions
- 1950: Oscar a la millor actriu per Jeanne Crain
- 1950: Oscar a la millor actriu secundària per Ethel Barrymore
- 1950: Oscar a la millor actriu secundària per Ethel Waters